# Takahashi Rumiko gekijō
Takahashi Rumiko gekijō (jap. 高橋留美子劇場 Takahashi Rumiko gekijō), znane również jako Takahashi Rumiko kessakushū (jap. 高橋留美子傑作集) – zbiór one-shotów mangi autorstwa Rumiko Takahashi, publikowany na łamach „Big Comic Original” wydawnictwa Shōgakukan od 1987 roku.
Na ich podstawie powstał 13-odcinkowy serial anime, wyprodukowany przez studio TMS Entertainment i wyemitowany w 2003 roku, a jego kontynuację stanowi adaptacja serii Ningyo Series. Ponadto w 2012 roku powstał 2-odcinkowy serial aktorski.

## Manga
Pierwszy one-shot z tej serii zatytułowany Roman no shōnin (jap. 浪漫の商人) został opublikowany w magazynie „Big Comic Original” w 1987 roku. Kolejne z nich ukazują się w nieregularnych odstępach czasowych.
5 marca 2009 ukazał się rozdział zatytułowany Unmei no tori (jap. 運命の鳥). 5 marca 2012 opublikowany został Yamashii dekigoto (jap. やましい出来事). 5 kwietnia 2018 ukazał się one-shot pod tytułem Futari no ie (jap. ふたりの家).
20 marca 2021 na łamach magazynu „Big Comic Original” ogłoszono, że w następnym numerze, wydanym 5 kwietnia, opublikowany zostanie kolejny rozdział, zatytułowany Mukashi no onna (jap. 昔の女).
| 1 | 29 stycznia 1994 | ISBN 4-09-184721-8     |
| Lista rozdziałów 1. P no higeki (jap. Ｐの悲劇) 2. Roman no shōnin (jap. 浪漫の商人) 3. Poi no ie (jap. ポイの家) 4. Hachi no naka (jap. 鉢の中) 5. Hyakunen no koi (jap. 百年の恋) 6. L Size no kōfuku (jap. Ｌサイズの幸福 L saizu no kōfuku) |                  |                        |
| 2 | 29 maja 1999     | ISBN 4-09-184722-6     |
| Lista rozdziałów 1. Senmu no inu (jap. 専務の犬) 2. Meisō kazoku F (Fighter) (jap. 迷走家族F（ファイター） Meisō kazoku F (faitā)) 3. Kimi ga iru dakede (jap. 君がいるだけで) 4. Chanoma no Love Song (jap. 茶の間のラブソング Chanoma no rabusongu) 5. Oyaji Low Teen (jap. おやじローティーン Oyaji rōtīn) 6. Orei ni kaete (jap. お礼にかえて) |                  |                        |
| 3 | 30 czerwca 2005  | ISBN 4-09-184724-2     |
| Lista rozdziałów 1. Higaeri no yume (jap. 日帰りの夢) 2. Oyaji Graffiti (jap. おやじグラフィティ Oyaji gurafiti) 3. Giri no Vacance (jap. 義理のバカンス Giri no bakansu) 4. Help (jap. ヘルプ Herupu) 5. Akai hanataba (jap. 赤い花束) 6. Permanent Love (jap. パーマネント・ラブ Pāmanento rabu)                                                 |                  |                        |
| 4 | 15 lipca 2011    | ISBN 978-4-09-183887-2 |
| Lista rozdziałów 1. Unmei no tori (jap. 運命の鳥) 2. Positive cooking (jap. ポジティブクッキング Pojitibu kukkingu) 3. Jiken no genba (jap. 事件の現場) 4. Shiawase List (jap. 幸せリスト Shiawase risuto) 5. Toshigai mo naku (jap. 年甲斐もなく) 6. Rinka no nayami (jap. 隣家の悩み)                                                            |                  |                        |
| 5 | 18 września 2019 | ISBN 978-4-09-860432-6 |
| Lista rozdziałów 1. Majo to Dinner (jap. 魔女とディナー Majo to dinā) 2. Yamashii dekigoto (jap. やましい出来事) 3. Shineba ii noni (jap. 死ねばいいのに) 4. Futeikei Family (jap. 不定形ファミリー Futeikei famirī) 5. (Hi) Renaissance (jap. （秘）ルネッサンス (hi) runessansu) 6. Watashi no Sky (jap. 私のスカイ Watashi no sukai)            |                  |                        |

## Anime
W czerwcu 2003 za pośrednictwem magazynu „Animage” zapowiedziano premierę adaptacji w formie telewizyjnego serialu anime, za którego produkcję wykonawczą odpowiadało studio TMS Entertainment. Reżyserem serialu był Akira Nishimori, scenarzystami – Megumu Sasano, Motoki Yoshimura i Rika Nakase, producentami – Masahito Yoshioka, Masayuki Nishimura i Noriko Kobayashi, natomiast za muzykę odpowiadała grupa AGENT-MR. Łącznie wyprodukowano 13 odcinków, które zostały wyemitowane od 5 lipca do 27 września na antenie TV Tokyo.
W openingu serialu wykorzystano utwór „Tsudzure ori” (jap. つづれおり) wykonywany przez zespół speena, natomiast w endingu – utwór „Sayonara” (jap. さよなら) zespołu Kumachi.

### Spis odcinków
| N/o | Tytuł odcinka                                                  | Premiera         |
| --- | -------------------------------------------------------------- | ---------------- |
| 1   | P no higeki (Ｐの悲劇)                                         | 5 lipca 2003     |
| 2   | Roman no shōnin (浪漫の商人)                                   | 12 lipca 2003    |
| 3   | Oyaji Low Teen Oyaji rōtīn (おやじローティーン)                | 19 lipca 2003    |
| 4   | Hachi no naka (鉢の中)                                         | 26 lipca 2003    |
| 5   | Meisō kazoku F (迷走家族Ｆ)                                    | 2 sierpnia 2003  |
| 6   | Kimi ga iru dakede (君がいるだけで)                            | 9 sierpnia 2003  |
| 7   | Hyakunen no koi (百年の恋)                                     | 16 sierpnia 2003 |
| 8   | Orei ni kaete (お礼にかえて)                                   | 23 sierpnia 2003 |
| 9   | Chanoma no Love Song Chanoma no rabusongu (茶の間のラブソング) | 30 sierpnia 2003 |
| 10  | Poi no ie (ポイの家)                                           | 6 września 2003  |
| 11  | Higaeri no yume (日帰りの夢)                                   | 13 września 2003 |
| 12  | L Size no kōfuku L saizu no kōfuku (Ｌサイズの幸福)            | 20 września 2003 |
| 13  | Senmu no inu (専務の犬)                                        | 27 września 2003 |

### Wydanie DVD
Wszystkie odcinki serialu anime zostały skompilowane do pięciu tomów na DVD, wydanych w 2004 roku nakładem wydawnictwa Pony Canyon. Pierwszy z nich został wydany 21 kwietnia, drugi i trzeci – 19 maja, zaś czwarty i piąty – 16 czerwca.
| Tom | Odcinki | Data wydania     | Kod        | Źródło |
| --- | ------- | ---------------- | ---------- | ------ |
| 1   | 1–3     | 21 kwietnia 2004 | PCBE.70717 | [ 13 ] |
| 2   | 4–6     | 19 maja 2004     | PCBE.70718 | [ 14 ] |
| 3   | 7–9     | 19 maja 2004     | PCBE.70719 | [ 15 ] |
| 4   | 10–11   | 16 czerwca 2004  | PCBE.70720 | [ 16 ] |
| 5   | 12–13   | 16 czerwca 2004  | PCBE.70721 | [ 17 ] |

## Serial aktorski
6 marca 2012 za pośrednictwem czasopisma „Big Comic Original” zapowiedziano produkcję serialu aktorskiego składającego się łącznie z dwóch odcinków, które adaptują po trzy rozdziały każdy. Odcinki te zostały wyemitowane na antenie NHK-BS Premium kolejno 8 i 15 lipca.
Pierwszy z odcinków, zatytułowany Akai hanabata (jap. 赤い花束), stanowi adaptację rozdziałów Akai hanabata (jap. 赤い花束), Hachi no naka (jap. 鉢の中) oraz Meisō kazoku F (Fighter) (jap. 迷走家族F（ファイター） Meisō kazoku F (faitā)). Drugi z odcinków, zatytułowany Unmei no tori (jap. 運命の鳥), stanowi adaptację rozdziałów Unmei no tori (jap. 運命の鳥), Senmu no inu (jap. 専務の犬) oraz Kimi ga iru dakede (jap. 君がいるだけで).
Jun Murakami występuje w obu odcinkach jako prowadzący kawiarnię. W pierwszym odcinku występują także Fumiyo Kohinata, Mieko Harada, Mariya Yamada, Reiko Kataoka, Tetta Sugimoto oraz Jun Yoshinaga. W drugim odcinku występują Miki Mizuno, Mikihisa Azuma, Kichiya Katsura, Waka Inoue oraz Katsuhiko Watabiki.
| N/o | Tytuł odcinka            | Premiera      |
| --- | ------------------------ | ------------- |
| 1   | Akai hanabata (赤い花束) | 8 lipca 2012  |
| 2   | Unmei no tori (運命の鳥) | 15 lipca 2012 |